# Axel Törneman

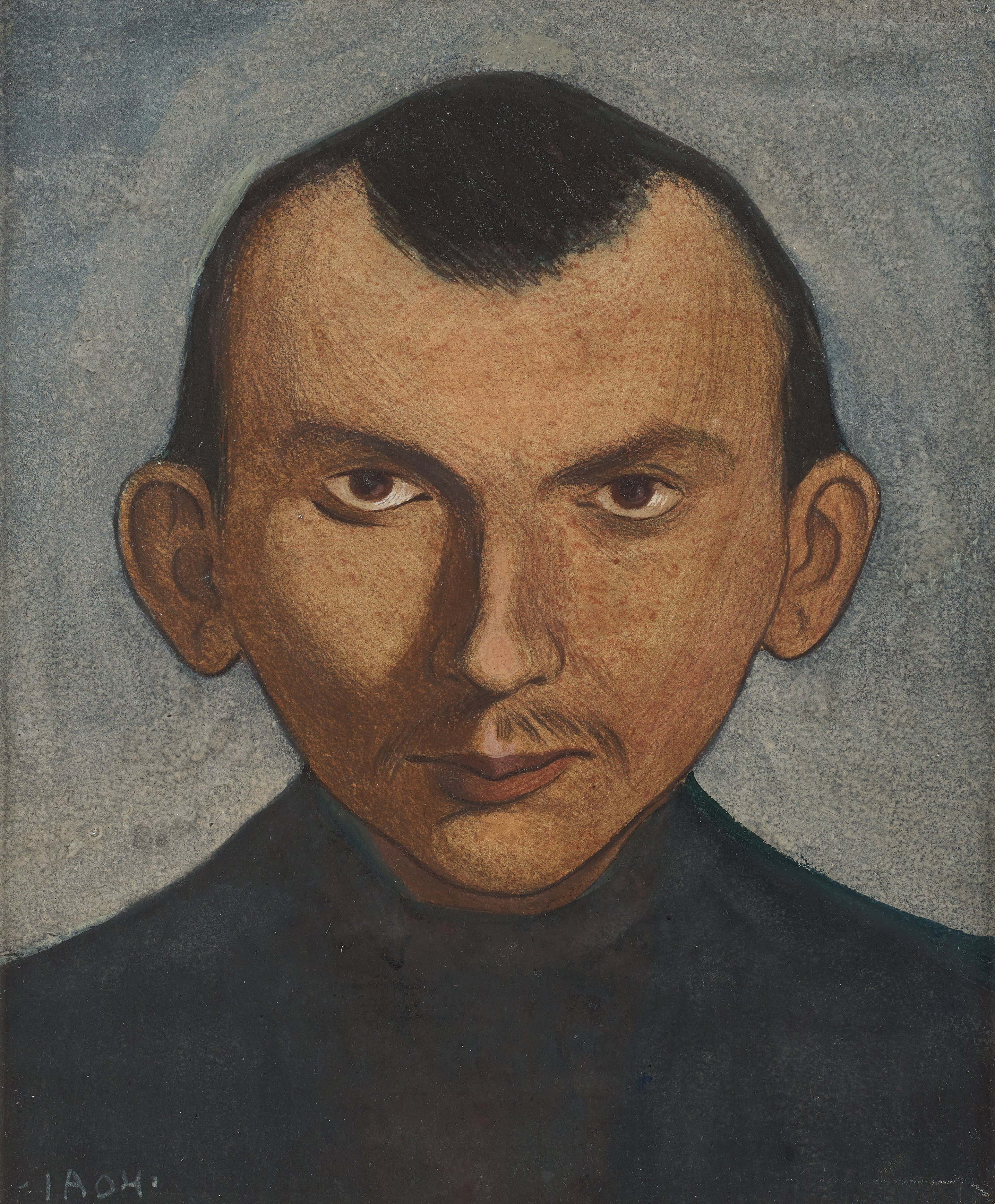
Porträtt 1904, av Ivar Arosenius.

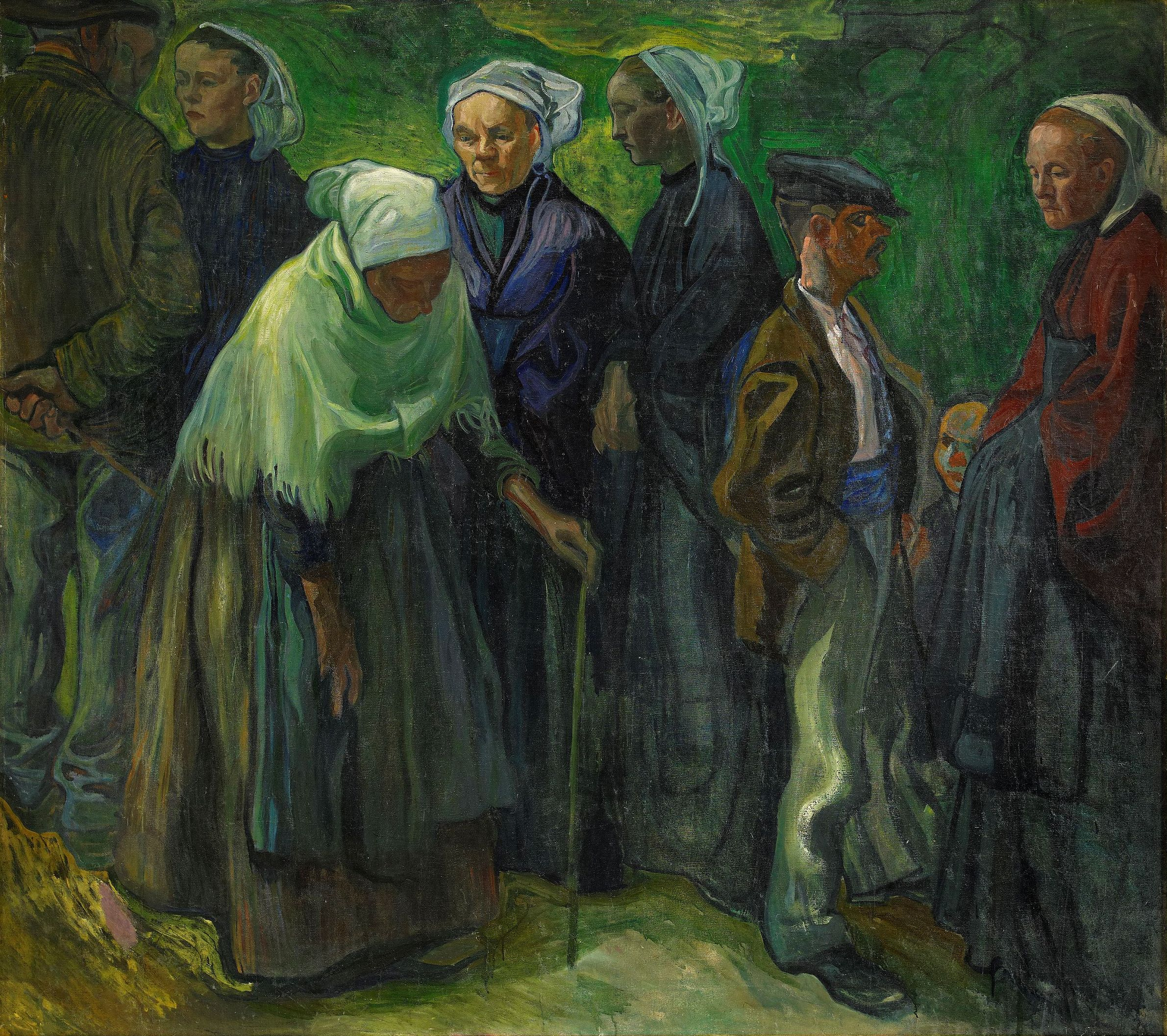
Bretagnare I (1905), privat ägo.

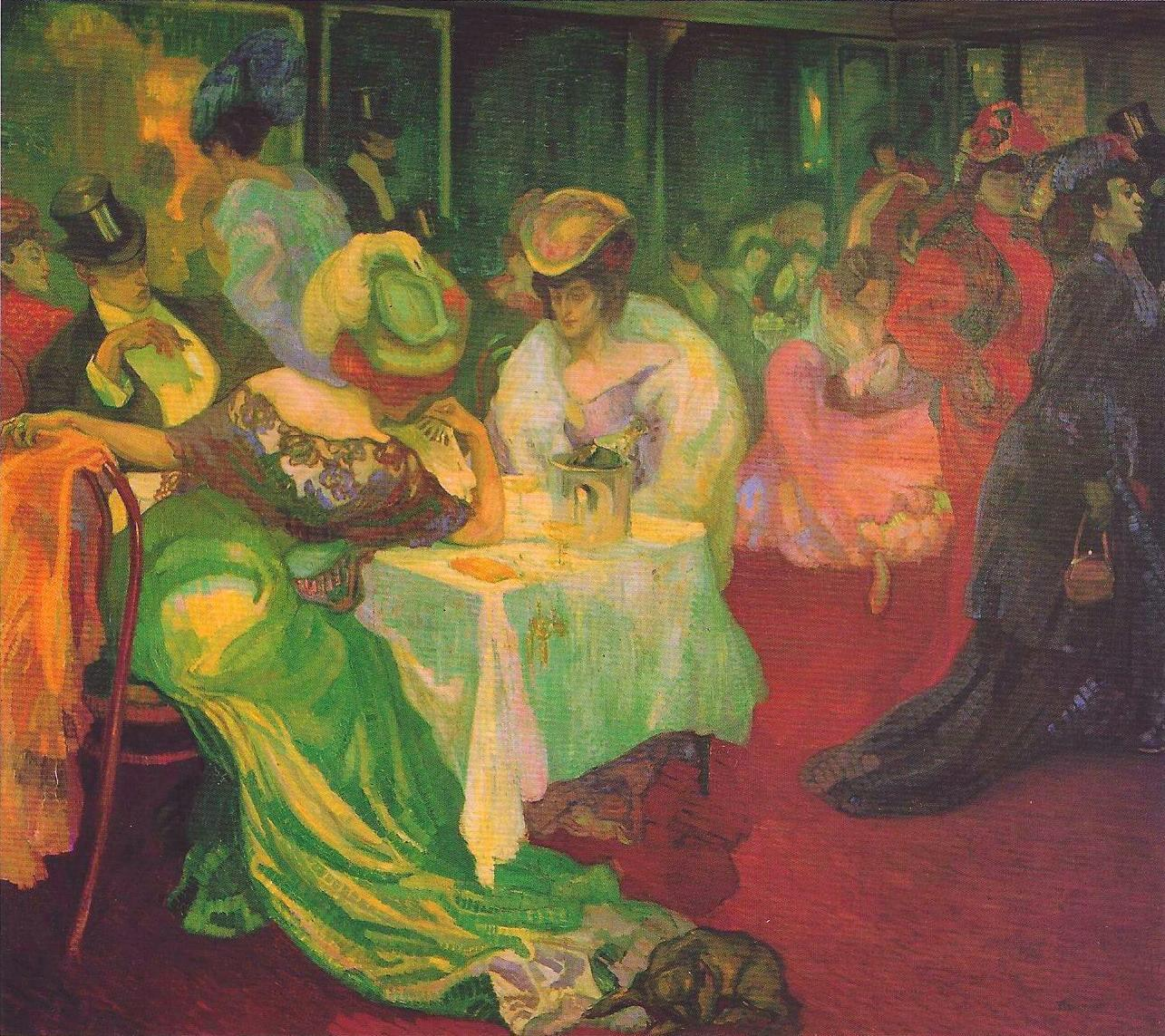
Nattcafé II, 1905 - 1906

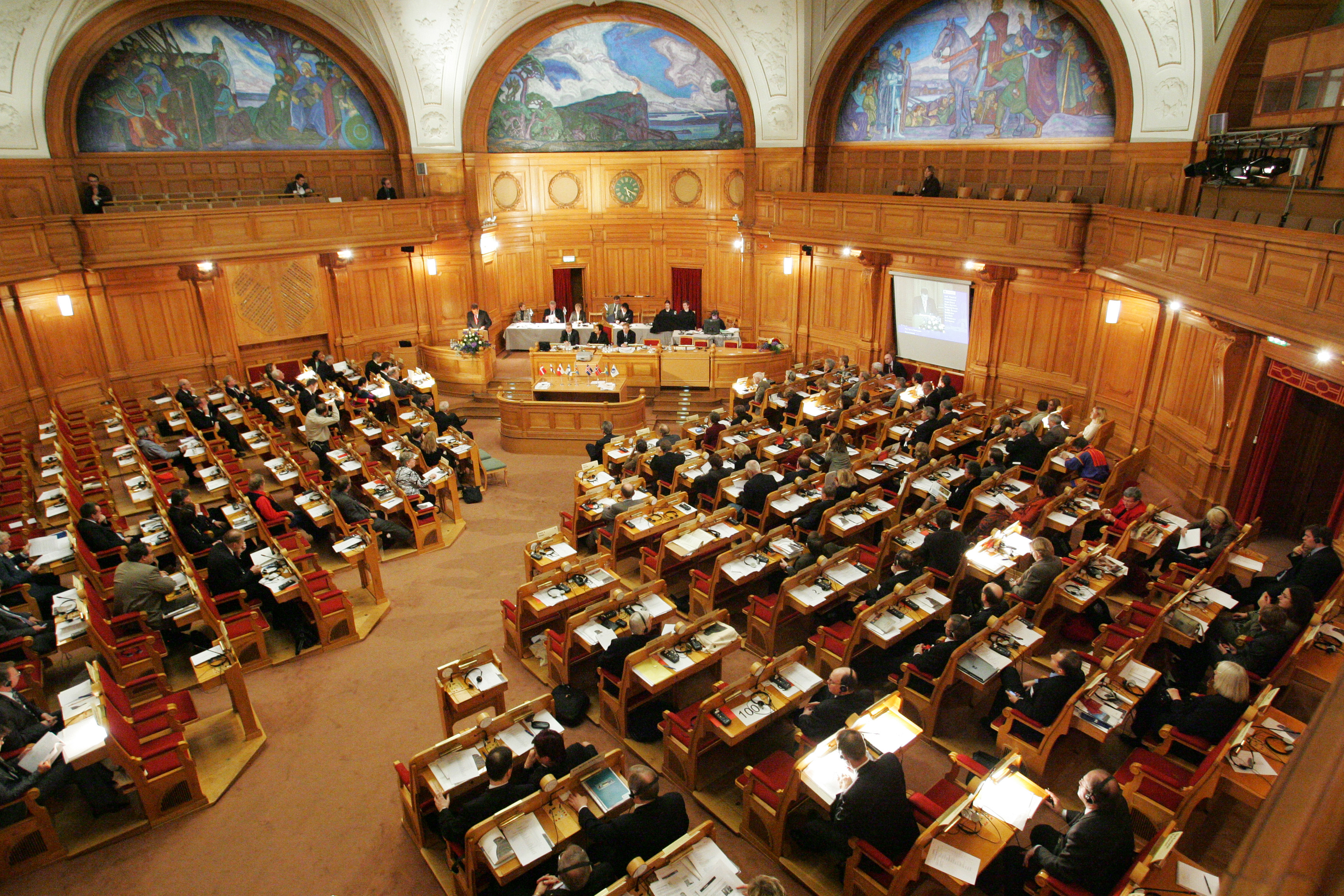
Målningarna i Riksdagshusets Andra kammars plenisal.

Axel Gustaf Törneman, född 28 oktober 1880 i Persberg i Värmland, död 26 december 1925 i Stockholm, var en svensk målare, tecknare och grafiker.
Hans tavlor har en dynamisk och kraftfull tendens, och är utförda i flera av modernismens stilarter. Han var en av de första svenska expressionistiska konstnärerna och blev tidigt en del av konstens internationella avantgarde efter att ha tagit till sig de nya, mer abstrakta konststilarna i Tyskland och Frankrike under tidigt 1900-tal. Två av hans mest kända målningar, Nattcafé (finns i två versioner, den andra på Thielska galleriet) och Bretagnare (version II finns på Moderna Museet i Stockholm), tillkom i Frankrike 1905. De båda målningarna tillhör den svenska modernismens viktigaste genombrottsverk.

## Biografi
Törneman föddes 1880 som son till civilingenjören och industrimannen Johan Algot Törneman och Marie-Louise Charlotta Ahlström. Han var från 1908 gift med den norska operasångerskan Gudrun Høyer-Ellefsen och blev far till intendenten Algot Törneman och farfar till Ulf Törneman. Hans farmors mor var kokboksförfattaren Gustafva Björklund.
Efter avslutad skolgång vid Norra latinläroverket och Stockholms privatgymnasium bestämde han sig för att utbilda sig till konstnär. Han studerade vid Valands målarskola 1899 under Carl Wilhelmson. Lärotiden vid Valands blev kort men desto betydelsefullare för hans senare konstnärskap eftersom han under Wilhelmson lärde sig skildra det arbetande folkets liv i rena klara färger. Han reste 1900 till München där han studerade vid Konsthögskolan och tog till sig Jugends linjestil och symboliska ämnen. Från München reste han vidare till Dachau där det hade bildats en internationell konstnärskoloni under Adolf Hölzels ledning. En av hans främsta målningar från tiden i Dachau är De blinda som numera ingår i Värmlands museums samling. 
Från Dachau gick resan vidare till Paris där han vistades 1902–1906 och under en period studerade vid Académie Julian men den största lärdomen fick han genom studier av impressionisternas måleri vars teknik han tillägnade sig. Hans första stora målning i denna teknik blev Bretagnare som han målade i Saint-Jean-du-Doigt sommaren 1905 och som ställdes ut på Höstsalongen i Paris. Målningen återger i ljusa färger med en dominans av grönt en grupp kvinnor som är märkta av hård natur och hårt arbete. Den finns i två versioner varav den andra ingår i Moderna Museets samling i Stockholm. Hans stora genombrott kom med målningen Nattcaféet som han påbörjade i Paris och färdigställde efter hemkomsten till Persberg 1906. Målningen från Café le rat mort i Paris, kan ses som ett den svenska modernismens viktigaste genombrottsverk. Den visades på höstsalongen 1906 och ställdes därefter ut i Sverige där den slutligen inköptes av Ernest Thiel våren 1907. 
Törneman återvände under åren ofta i sina målningar och teckningar till livets utslocknande och 1906 utförde han målningen Den döda flickan efter att han kommit i kontakt med Edvard Munchs konst som visades på en utställning i Köpenhamn. Målningen kan ses som ett personligt motstycke till Munchs Det sjuka barnet och man kan spåra likheter till Munchs verk i flera av Törnemans målningar. Det var helt uppenbart att Munch och det norska monumentalmåleriet i allmänhet varit en viktig inspirationskälla som genom sin hustru gav honom en speciell anknytning till Norge. 
Hans första stora monumentaluppdrag blev fyra stora målningar för Värmlands enskilda bank 1907. De fyra motiven var Karlstads hamn, Smeder i Nykroppa, Timmerflottaren och Gruvarbetare i Persberg. Målningarna var utförda i Wilhelmsons stil fast med starkare färger och en häftigare rytm. Efter att målningarna blev färdiga gifte han sig med Gudrun Høyer-Ellerfsen som han träffat i Paris där hon studerade sång. I kraft av sina konstnärliga anlag, sitt temperament och blonda skönhet kom hon att bli en av medelpunkterna i den skandinaviska konstnärskolonin i Paris. Efter giftermålet bosatte sig paret på Vistaholms herrgård i Västergötland och samband med att sonen Algot föddes flyttade man vidare till Stockholm först till en lägenhet på Dalagatan och senare till Blockhusudden och 1924 till Johannisberg på Djurgården.
I samband med att de flyttade till Stockholm var Ragnar Östbergs Gossläroverk på Östermalm nästan klart och via förmedling från prins Eugen anlitades Törneman att utsmycka trapphallen med en fresk. Arbetet som blev klart 1910 framställer Tors strid mot jättarna och var utförd i mörka färger med pålaga färger i en mosaikartad teknik för att harmonisera med de omgivande murarnas oputsade tegelytor. Därefter anlitades han 1911 av Linköpings frimurarloge för att utföra en kakelfrisen Korstågen men där arbetade han istället med ljusa och enhetliga färger. 
Redan 1907 hade han gjort skisser för en målning till väggmålningar i andra kammarens plenisal i Riksdagshuset som gav honom segern i den då utlysta tävlingen. Men protester mot juryns utslag gjorde att riksdagen beslöt att avvakta med utsmyckningen av lokalen. Efter fem år kom beslutet att Törneman kunde inleda sitt arbete med målningen. Den första etappen med tre fält med motiv från Sveriges historia färdigställdes 1913. Målningen anpassades till absidvalvet över talmansbordet och samverkade med valvens form för att ge ett djup åt skärgårdslandskapet som flankerades av två plana segmentfält där det vänstra framställde Torgny Lagman inför Olof Skötkonung. På grund av första världskrigets utbrott uppsköts planerna på att fullfölja lokalens utsmyckning med fresker i de fem återstående fälten. När det åter blev aktuellt att fortsätta utsmyckningen på 1920-talet gjorde Törneman en serie akvarellskisser som skildrade Sveriges huvudnäringar. Skisserna stadfästes av riksdagen 1925 och blev efter Törnemans död utförda av Georg Pauli 1926 som följde förlagorna mycket noga. Under hösten 1918 avtäcktes Törnemans plafondmålning på Kungliga tekniska högskolan där han runt en sol mitt i taket har målat de Elektriska strömmarna som symboliseras av nakna män och kvinnor, som svävar i varandras attraherande och repellerande kretsar. Plafondmålningen var en ny fas i hans konstnärskap där han använde en luftigare komposition och ljusare kolorit än i hans tidigare monumentalmålningar. 
Detta gäller även utsmyckningen för Blå rummet på Stockholms stadshus där han 1919 utförde al secco målningar på rummets väggar och tak i en blond blåskimrande kolorit med en framställning som svävar mellan myt och verklighet. Huvudmotivet är långväggens Apoteos över Stockholm som sjöstad  medan heroiserade nakna arbetare bär tegel och hugger kapitäl. I det bevarade skissmaterialet kan man följa hans arbete steg för steg och man ser tydligt hur idén vuxit fram till en färdig målning. Målningen av Blå rummet fick ett entusiastiskt mottagande av konstkritikerna och August Brunius skrev  att Apoteos har en lyrisk frihet och den emotionella glansen och lyftningen uppfinningen och diktvärdet som inget annat verk i det rikt smyckade Stadshuset. Bland hans andra större monumentalmålningar märks en målning på duk för Svenska Amerika Liniens M/S Gripsholm med motiv från den borg som givit fartyget dess namn. Raden av de stora monumentaluppdragen vittnar om en imponerande skaparkraft men samtidigt blev det tid över för eget skapande, bokillustrationer och mindre utsmyckningsuppgifter, för kyrkorna i Torshälla och Hököpinge utförde han altartavlor. 
Som tecknare i tidskrifterna Strix och Söndags-Nisse utförde han från 1900 en rad skämtteckningar där han som motiv valt Arbetaren och hans sociala miljö, bilderna bifogades med fräna repliker i humoristisk stil där arbetaren hävdade sitt egenvärde. Som bokillustratör illustrerade han några av Sigfrid Siwertz böcker bland annat Cirkeln 1907  och Mälarpirater 1911. För Bonniers förlag skapade han dessutom omslag till romaner av Marika Stiernstedt, August Strindberg, Albert Viksten och Carl-Erik af Geijerstam. Hans sista illustrationsuppdrag blev Svenska turistföreningens årsskrift över Blekinge 1925. För att klara av illustreringsuppdraget reste han på en studieresa till Blekinge och utförde där motiven till omslaget och vignetterna. Han utförde även förlagorna till några frimärken bland annat för VIII:e Världspostkongressen som utgavs 1924. 
För sitt eget skapande reste han på sommaren 1912 till Italien där han i första hand fängslades av Michelangelo och Sandro Botticelli vars Venus födelse senare kom att inspirera honom vid utformningen av Apoteosen för Stockholms stadshus. Den italienska futurismen kom att avspegla sig i målningarna Vid kajen och Gatans rytm som han målade 1916 samt Mazeppa och Ikaros från 1918. Hans målningar uppmärksammades av efterföljarna bland de tyska expressionisterna i kretsen kring Der Blaue Reiter och Törneman inbjöds i ett brev från Emil Nolde 1916 att som ende svensk ingå i gruppen Gatans rytm som ställde ut hos Der Sturm i Berlin. Han gjorde därefter en kortare resa till Berlin 1920 för att på ort och ställe bilda sig en uppfattning om en eventuell fortsatt medverkan. Tillsammans med Lubbe Nordström och John Landquist reste han till Paris 1922 för att inhämta den franska konstens landvinningar under de senaste tjugo åren. Hans intryck av den nu rådande franska kubismen och den då aktuella neoplasticismen ligger bakom de lätt kubiserande och tungt arbetande männen i jättemålningen Bacchuståget som han målade 1922. Målningen var under några år utställd på Operakällaren i Stockholm. Hans intresse för industri och arbetarskildringar nådde sin höjdpunkt i mitten av 1910-talet då han för Surahammars bruk utförde de stora målningarna I smedjan, Martinståltappning och Grovplåtvalsning där han sakligt återgivet männens arbete i gnistrande färg. Den större målningen Metallarbetare tappande stål på kokiller skänkte han till Sovjet där den fick en framskjuten plats i Kreml enligt ett tackbrev från Vladimir Lenin. Under sommaren 1920 reste han till Kiruna för att på ort och ställe måla motiv från malmbrytningen i gruvan. Han köpte 1919 en tomt på Runmarö i Stockholms skärgård där han efter ritningar av Ragnar Östberg byggde ett sommarställe med ateljé. Vid Runmarö tillkom flera av hans landskapsskildringar där naturen avbildades i blåglittrande impressioner. Dessutom utförde han en lång rad Stockholmsvyer i olja och etsningar, bland annat en serie som olika stadier i byggandet av Stadshustornet. 
Som porträttör målade han oftast av sin modeller i halvfigur i den miljö de var verksamma. Representativa är målningen över fadern när han kontrollerar ett avgörande moment i nitroglycerintillverkningen och Sigfrid Siwertz med Stockholms ström som fond. Till ett av hans bästa porträtt räknas det av Hanna Norlind som fullbordades månaden före hans död. Bland hans övriga kvinnoporträtt märks de över Carin Österberg, Signe Henschen, Greta Bonnier och Carin Lindahl och ett flertal porträtt av hustrun. Man kan via hans självporträtt följa hans konstnärliga utveckling från sekelskiftets mörka målningar där hans huvud utstrålade styrka och lidelse fram till 1920-talets målningar där hans mustasch rakats bort och dragen blev magrare. Färgerna blev ljusare och linjeföringen mer skissartad. Han målade i stort sett alla typer av motiv utom stilleben.
Törnemans konstnärskap hörde till samtidens mest uppmärksammade och hans arbeten med monumentalmålningar var dåtidens förstasidesstoff i dagspressen. Han fick som regel positiva reaktioner av tidens ledande konstkritiker med August Brunius, Karl Asplund och Gotthard Johansson i spetsen. Trots alla lovord och uppmärksamhet valde han att vara självständig och ställde sig utanför alla gruppbildningar vilket medförde att ha fick en utsatt position i den svenska konstvärlden. Isaac Grünewald som konkurrerade med Törneman om monumentaluppdragen ville reservera ställningen som banbrytare för den franska konsten åt sig och sin Matisseskolade falang från 1909 vilket resulterade i att Grünewald nervärderade Törnemans arbeten såsom litterärt och avsaknad av koloristiska värden. Resultatet av hans självständighet visade sig även när han blev erbjuden att bli lärare vid Kungliga konsthögskolan men efter en kort period som lärare 1919 valde han att frånsäga sig uppdraget. Hans konstnärskap var alltför personligt för att bli stilbildande för efterföljande konstnärer. Han var inom konsten en ensamseglare med en kurs som ställdes från Wilhelmson och jugend mot fransk-tysk expressionism mot Munch och det norska monumentalmåleriet med vissa inslag av den italienska futurismen. Han led av svåra magproblem och vid jultiden 1925 gick hans magsår upp och han avled på annandagen 45 år gammal. 
Separat ställde han ut på Konstnärshuset 1915, Gummesons konsthall 1918  och på Sveriges allmänna konstförening 1921. Han medverkade i ett flertal samlingsutställningar i utlandet bland annat Parissalongen 1905, independenternas höstsalonger 1905 och 1906 en utställning på Der Sturm i Berlin 1916, den svenska konstutställningen på Charlottenborg 1916 samt i Swedish exhibition som visades i New York, Brooklyn Museum och Chicago 1916 samt Biennalen i Venedig 1920 och han var representerad i Göteborgs konstförenings utställning på Valands 1902, Konst- och industriutställningen i Norrköping 1906, Konstnärsförbundets utställning i Stockholm 1912, Baltiska utställningen i Malmö 1914, Grafiska sällskapet och Föreningen Original-träsnittets utställning i Stockholm 1916, utställningen Svensk konst på Valand-Chalmers i Göteborg 1923. En större minnesutställning med hans konst visades på Konstakademien i Stockholm 1927  därefter följde minnesutställningar på Gummesons konsthall 1935, Skånska konstmuseum, Värmlands museum 1947, Moderna Museet 1965 som senare flyttades till Halmstads museum, Värmlands museum  och Gävle museum samma år visades även en kollektion med skämtteckningar på Galleri Observatorium i Stockholm. En film om Törneman och hans konstnärskap producerades av Staffan Tjerneld och Jan Svanberg som visades på TV under 1960-talet.
Törneman är representerad vid Nationalmuseum  och Moderna Museet i Stockholm, prins Eugens Waldemarsudde, Arkiv för dekorativ konst, Värmlands museum, Thielska galleriet, Norrköpings konstmuseum, Lunds universitets konstmuseum, Göteborgs konstmuseum, Helsingborgs museum, Malmö museum, Örebro läns museum, Bohusläns museum, Postmuseum  och Vår Gård i Saltsjöbaden.
Makarna Törneman är gravsatta i Gustav Vasa kyrkas kolumbarium vid Odenplan i Stockholm.

## Verk i urval

### "De elektriska strömmarna"

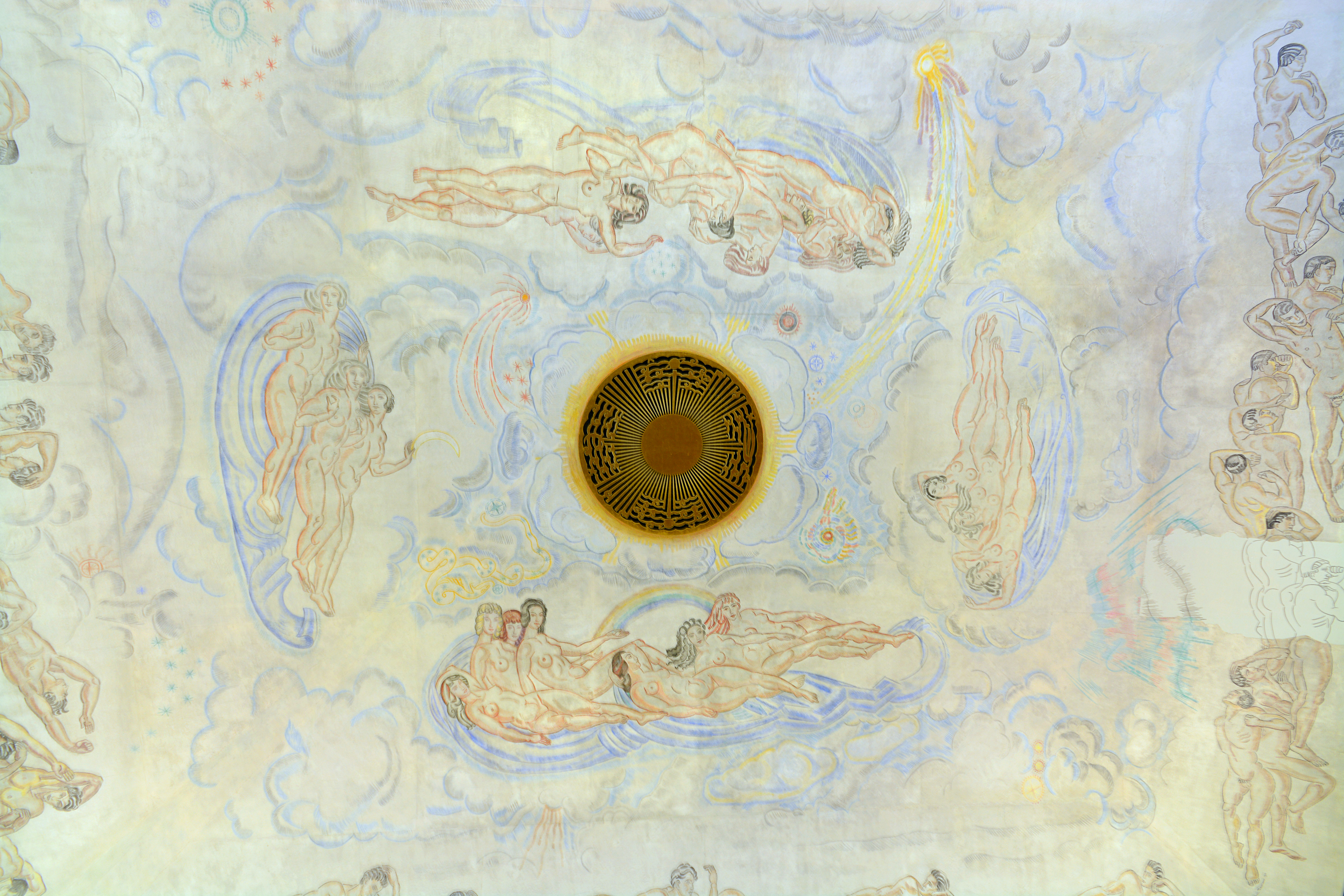
De elektriska strömmarna på KTH.

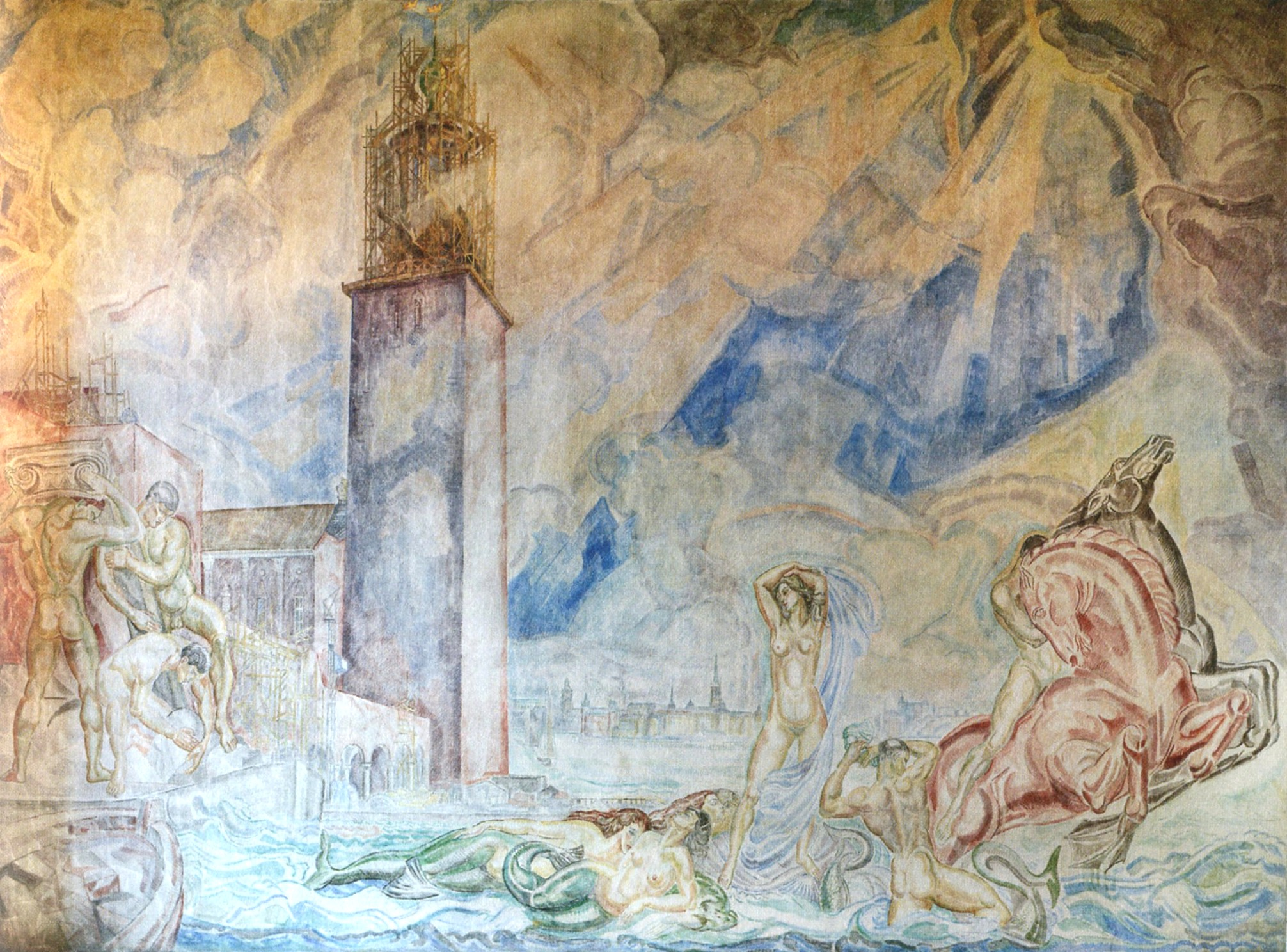
Apoteos över Stockholm som sjöstad, kalkmålning i Blå rummets västra fondvägg intill Gyllene salen.

1918 invigdes Törnemans takmålning "De elektriska strömmarna" på KTH. Utsmyckningen väckte stor uppmärksamhet och blev lovordad av en i stort sett enig kritikerkår. Under 50-talet försvann dock målningen efter att ha gömts bakom ett nytt innertak vid en ombyggnad. "De elektriska strömmarna" fick samtidigt en ventilationslucka installerad i konstverkets mitt.
Takmålningen glömdes därefter bort och ansågs försvunnen i ett 40-tal år. Den återfanns av en händelse när man gjorde reparationer i ventilationsutrymmet ovanför innertaket 1993.
Konsthistoriskt blev målningen dock inte bortglömd utan var kontinuerligt omskriven under de år man trodde att den blivit utplånad under KTH:s ombyggnation. Den ansågs fortfarande vara en viktig del av kulturarvet och när den återfanns bestämde sig KTH:s ledning därför för att flytta den, eftersom riving av innertaket från 50-talet inte var aktuellt. Målningen flyttades således genom att man avlägsnade de 0,5 mm tjocka färgskikten av grundfärg och figurfärger och limmade upp skikten igen på en ny plats. 
Arbetet tog ett år och kostade fem gånger så mycket som den ursprungliga kostnaden. 1994 återinvigdes Törnemans "De elektriska strömmarna".

### "Apoteos över Stockholm som sjöstad"
Blå rummet i Stockholms stadshus domineras av Törnemans väggmålning Apoteos över Stockholm som sjöstad, som upptar västra fondväggen och är en lovsång över huvudstadens skönhet. Färgskalan går i pastellblå, därav namnet "Blå rummet". Motiven är hämtade från byggnadsarbetet för Stadshuset och innehåller en rad allegoriska och symboliska element med en himladrottning som centralfigur. Samtida konstbedömare ansåg att Blå rummet utgör höjdpunkten i Törnemans konstnärliga livsverk.

## Galleri

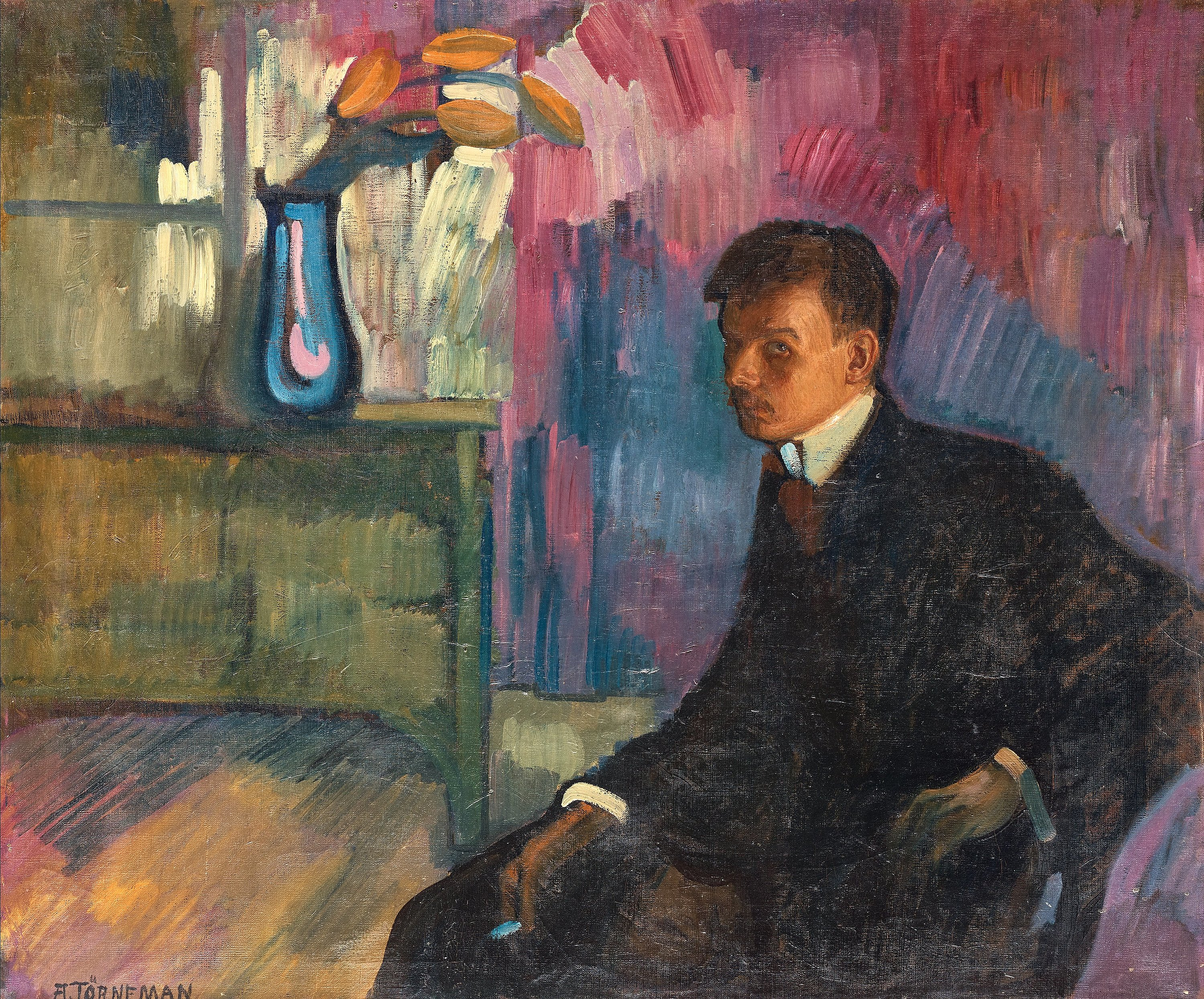
Självporträtt med cigarett, 1904
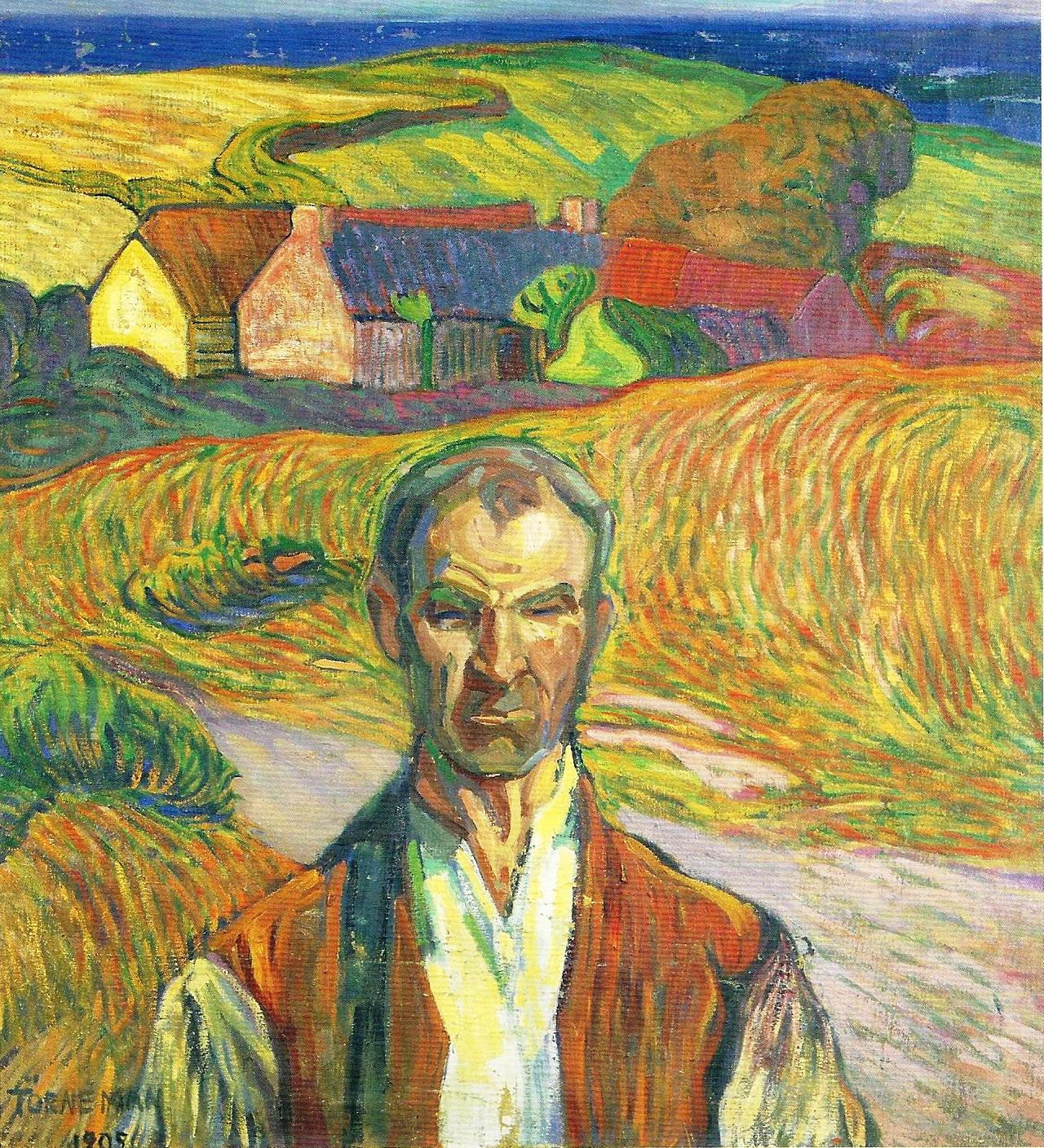
Bonden i Bretagne, 1905
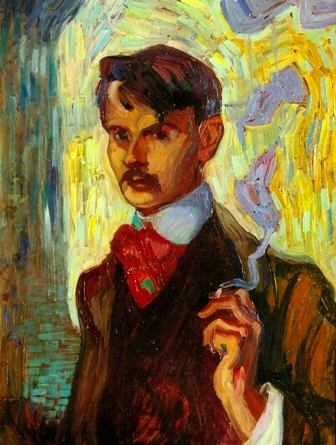
Självporträtt, 1905
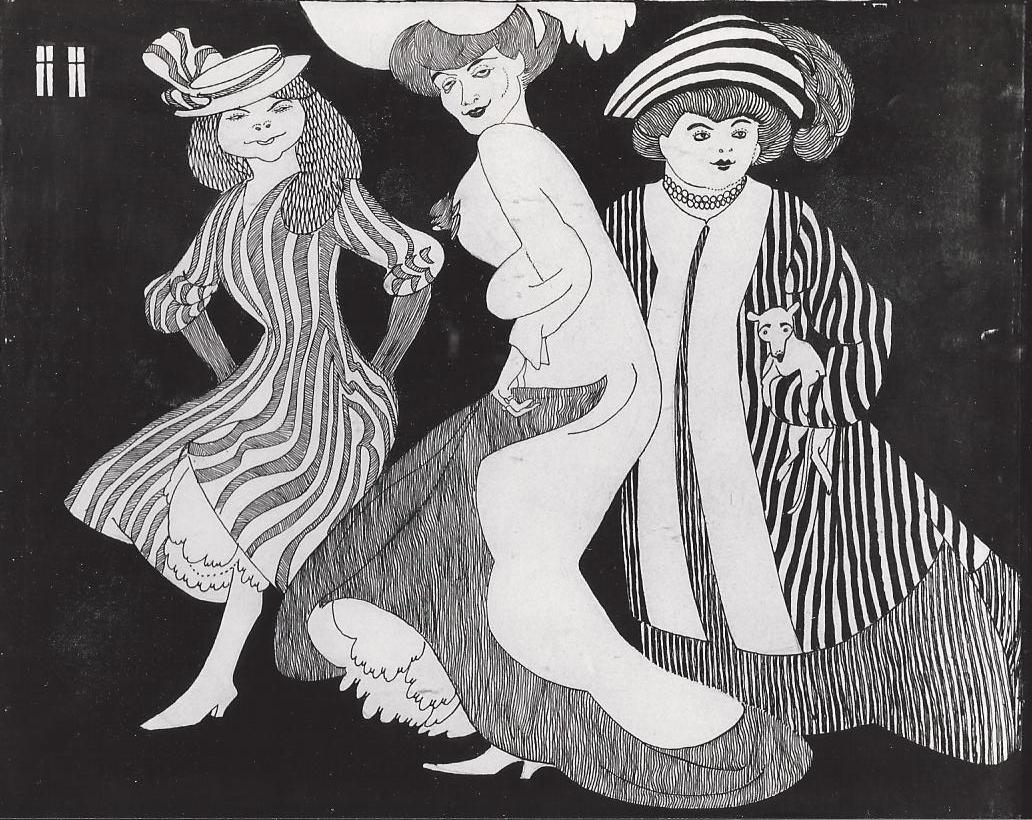
Kokotter, 1905
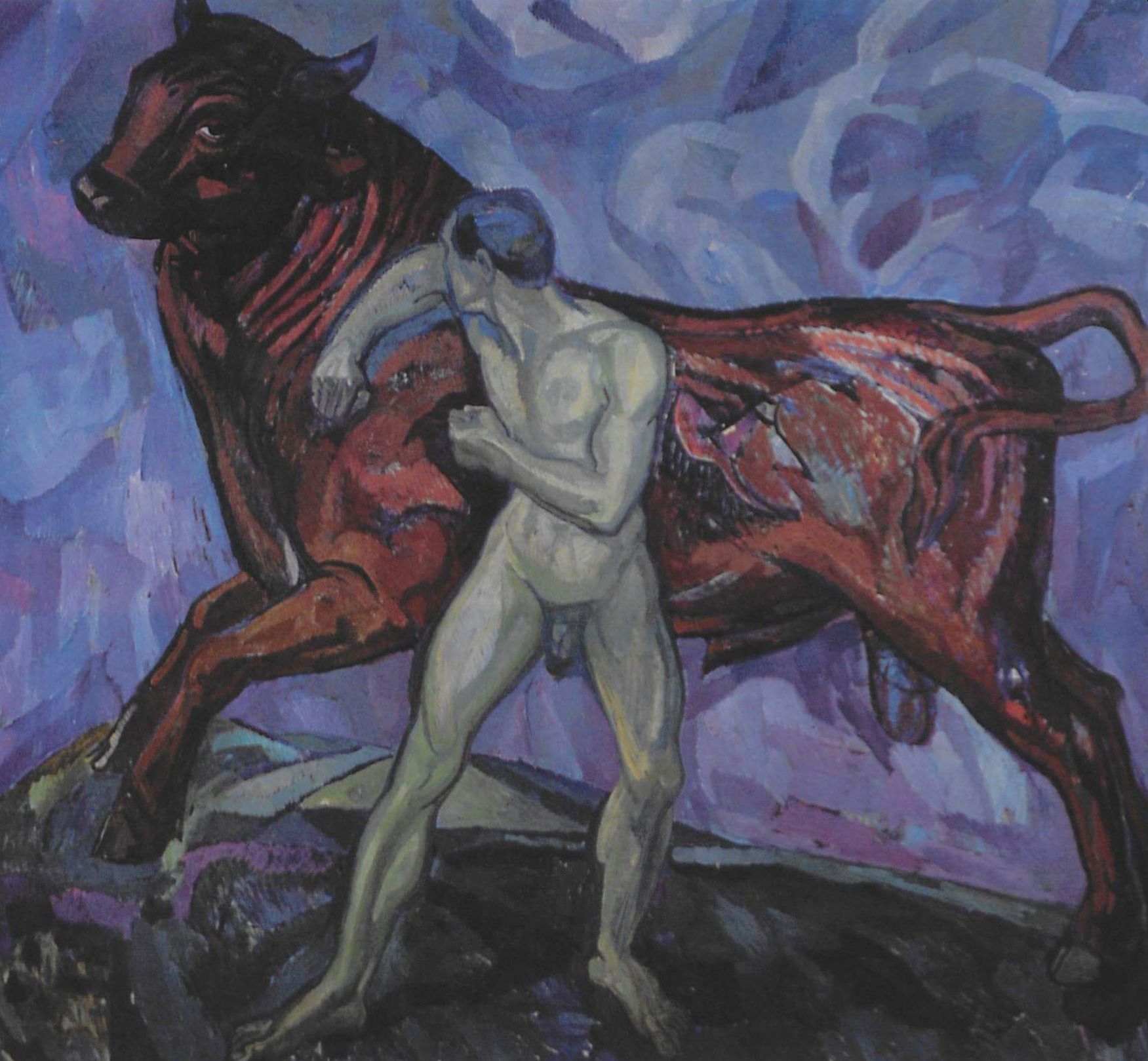
Man med tjur, 1909
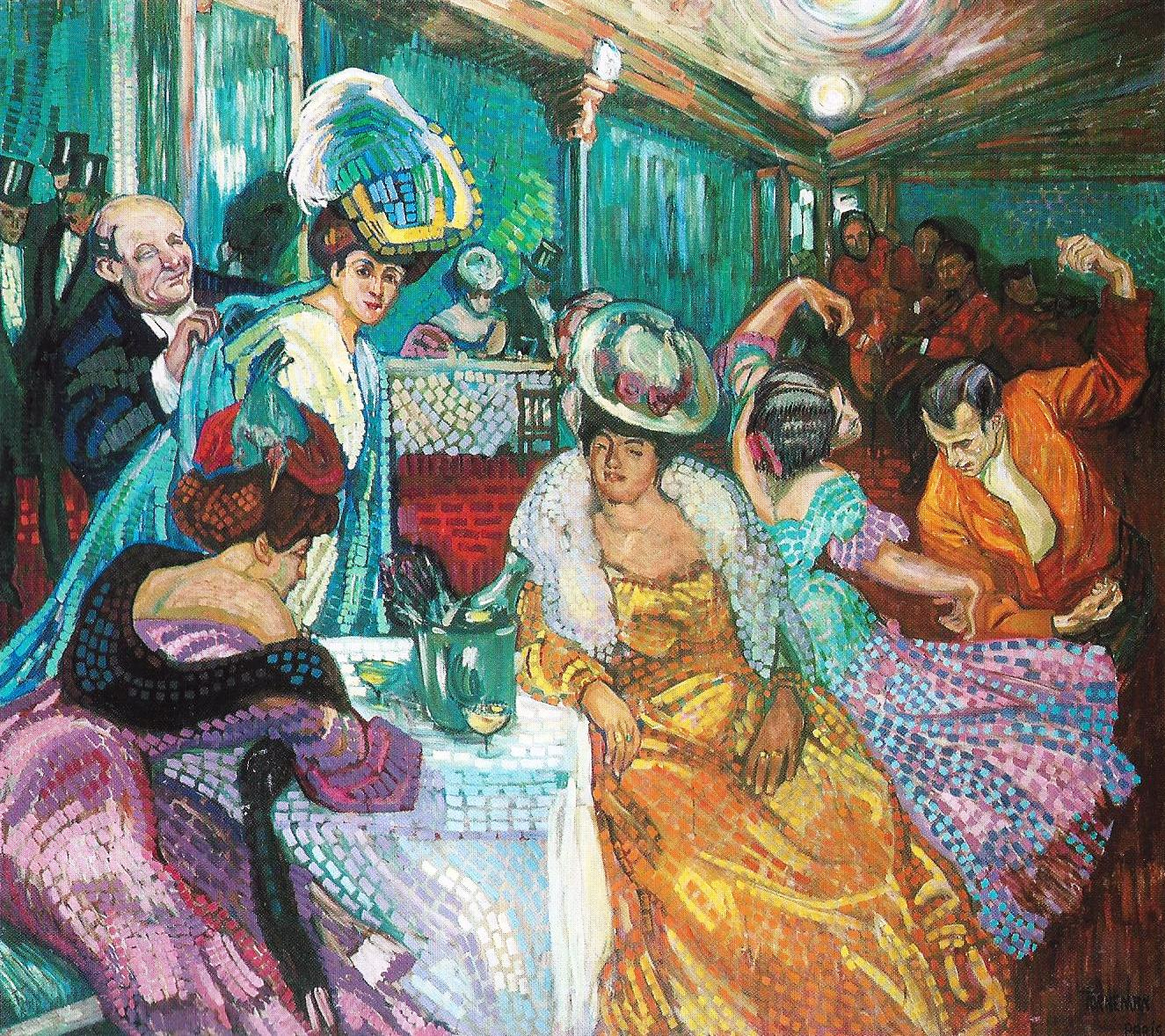
Nattcafé I, 1905
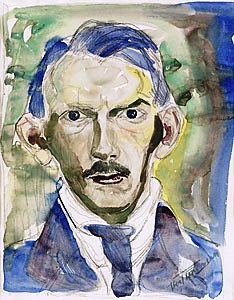
Självporträtt (akvarell).
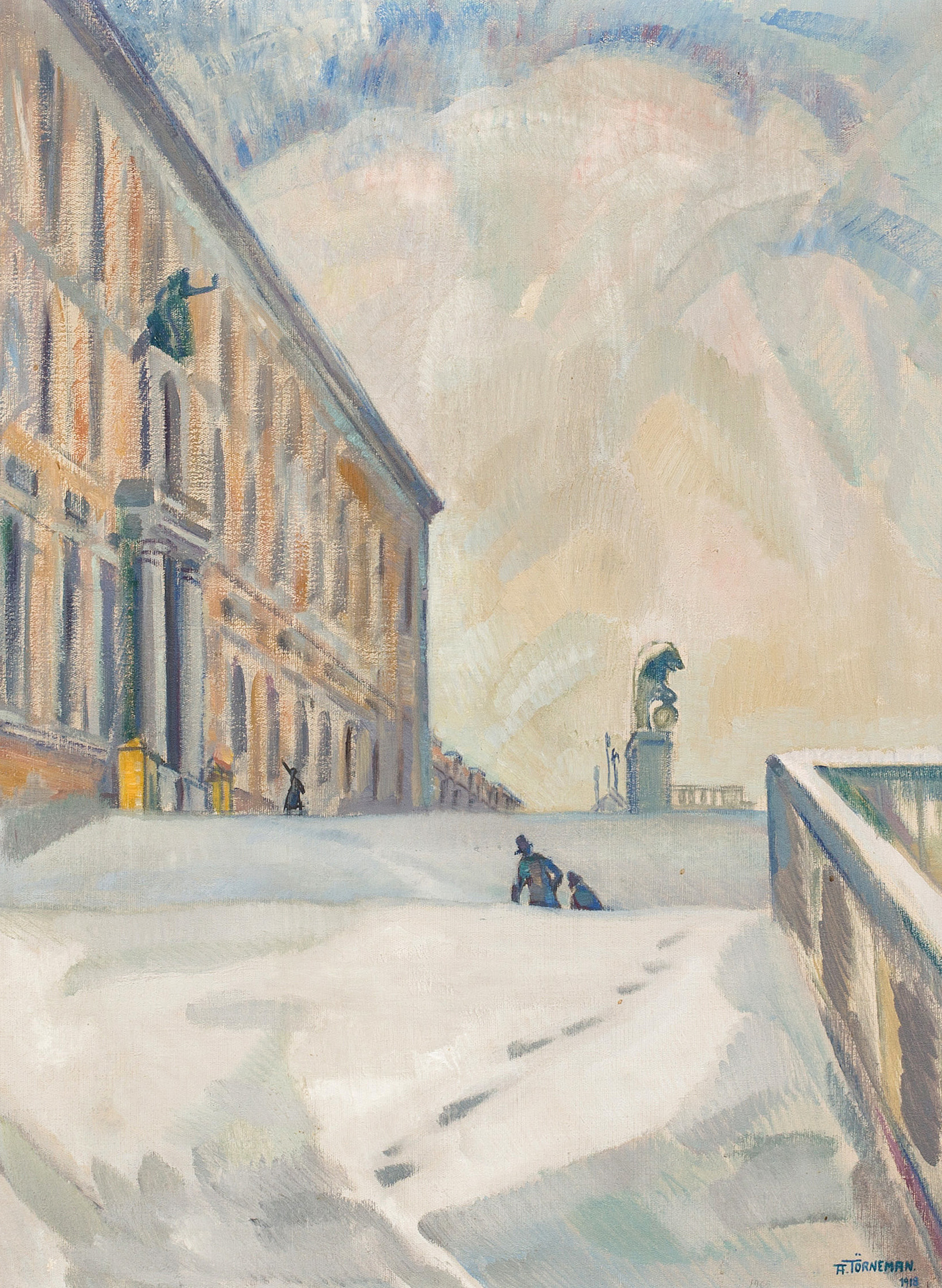
Lejonbacken, 1918
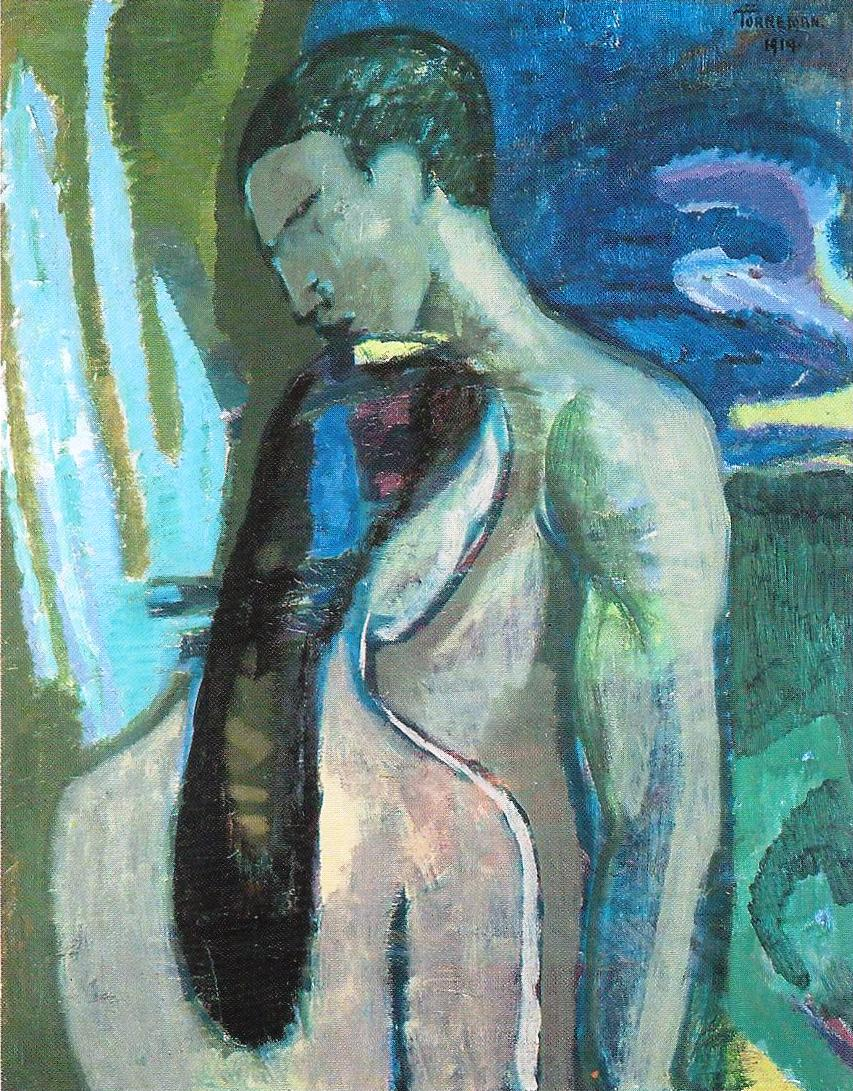
Ungdom, 1919
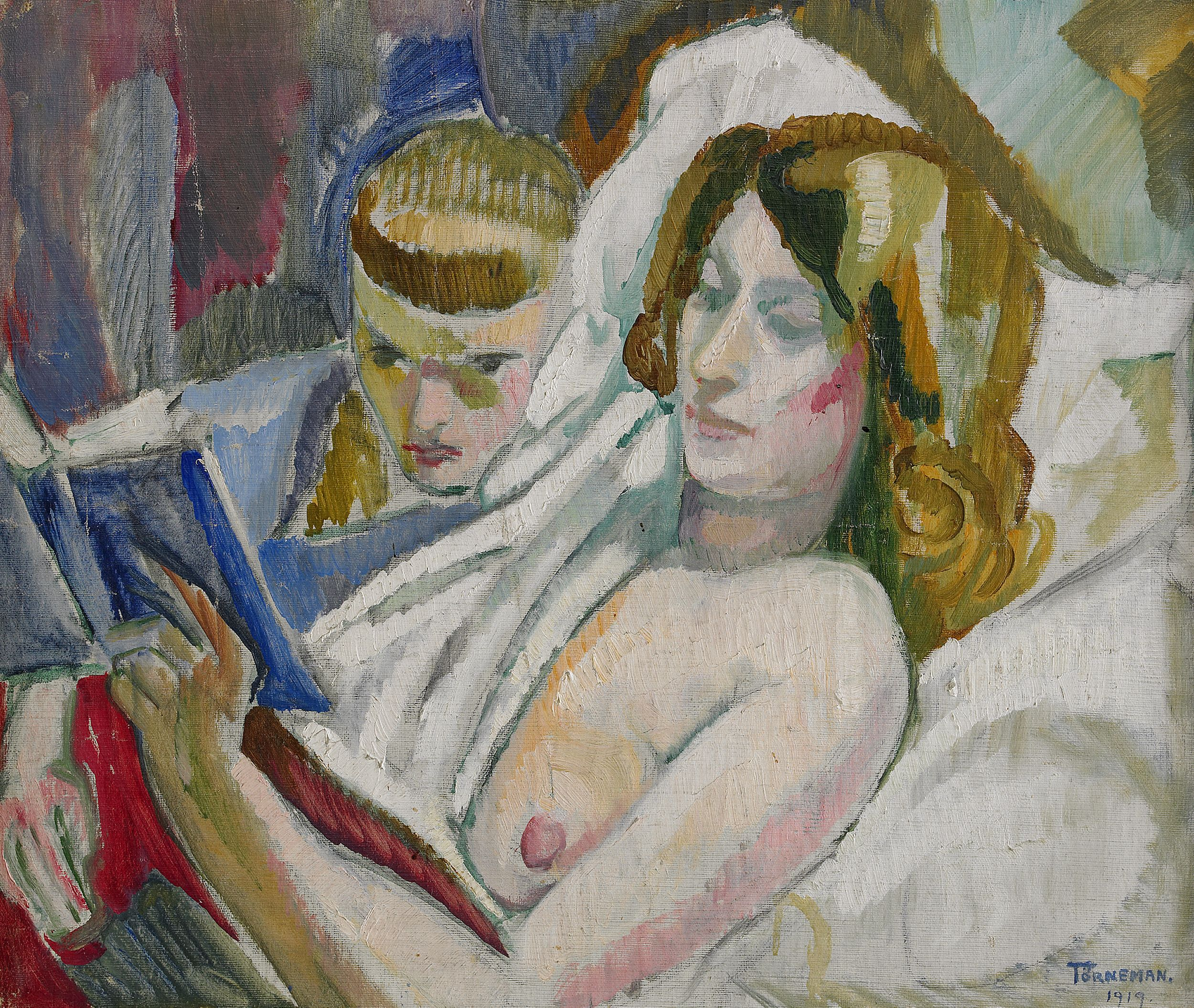
Sagostund, 1919
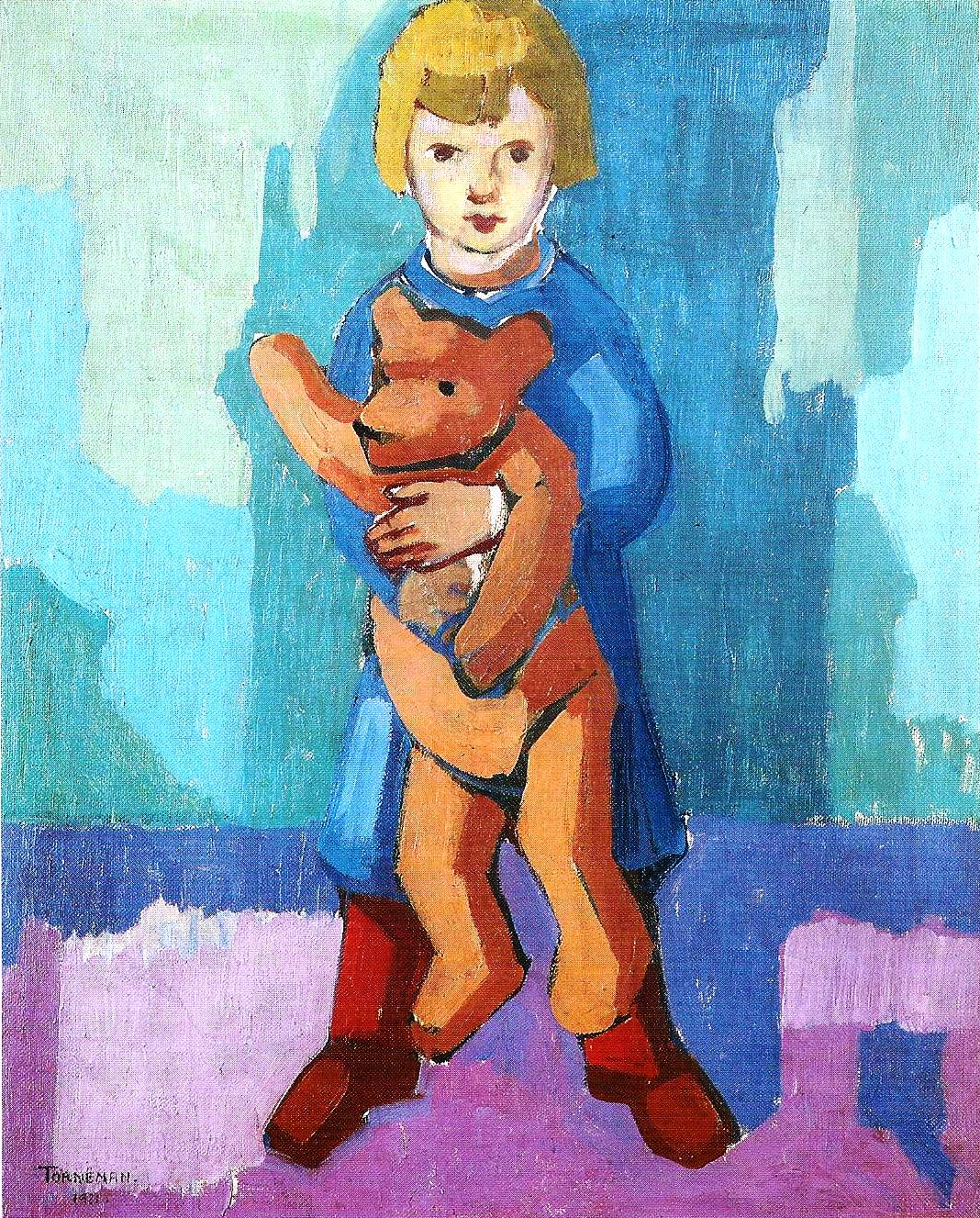
Algot med teddybjörn, 1921
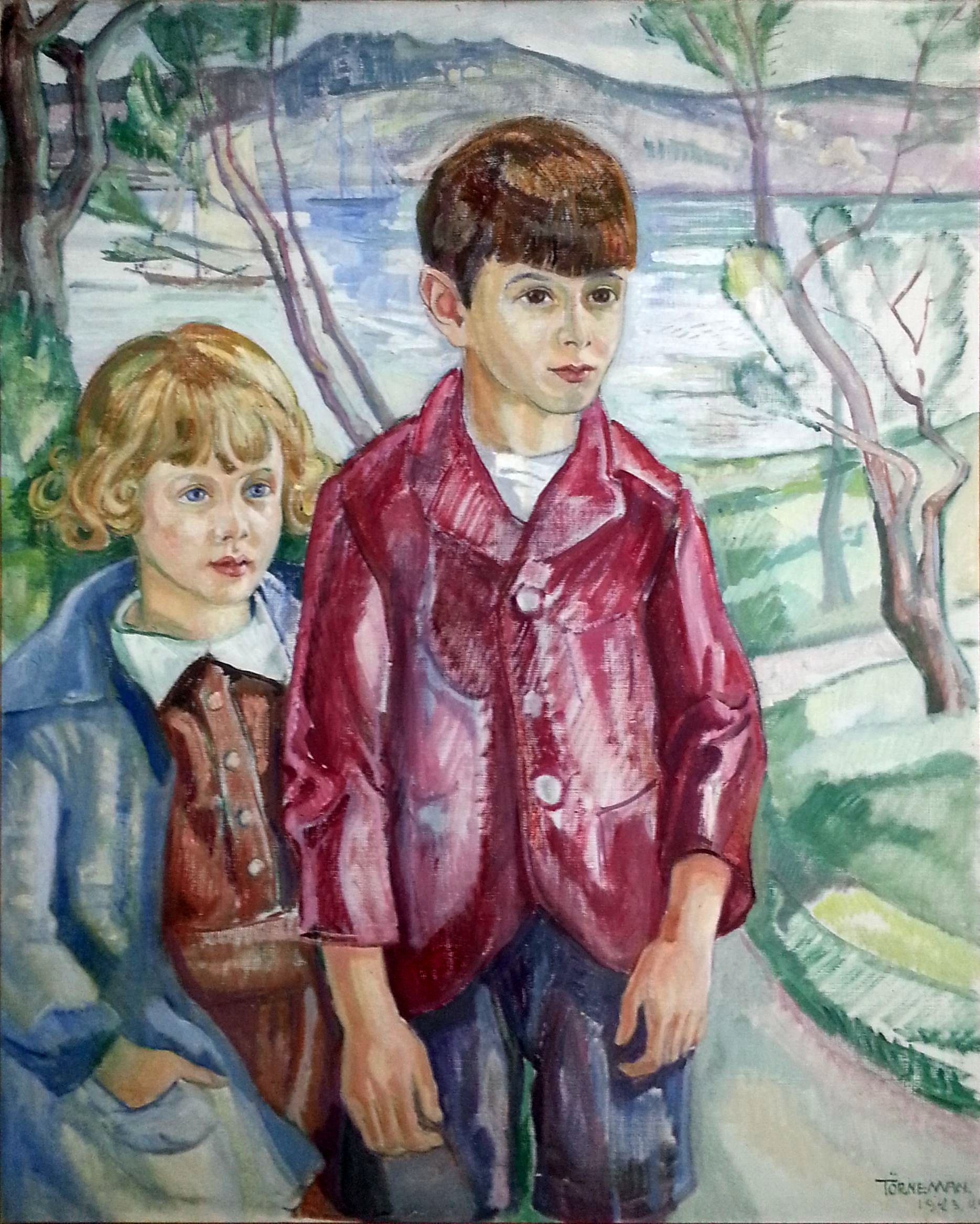
Två pojkar, 1924
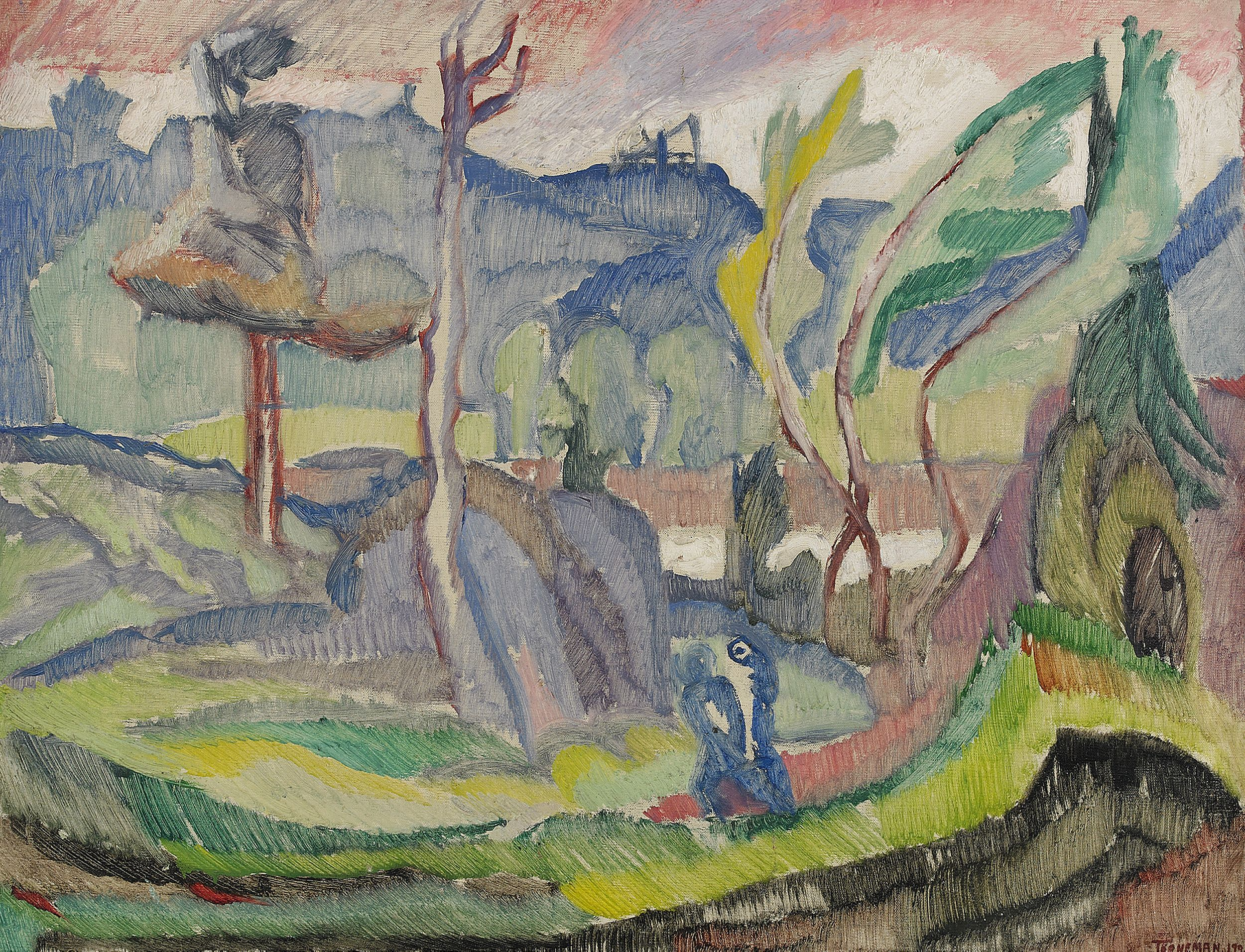
Skuggor, 1925
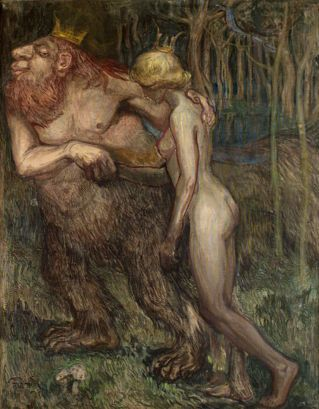
The Troll King and the Princess, 1925
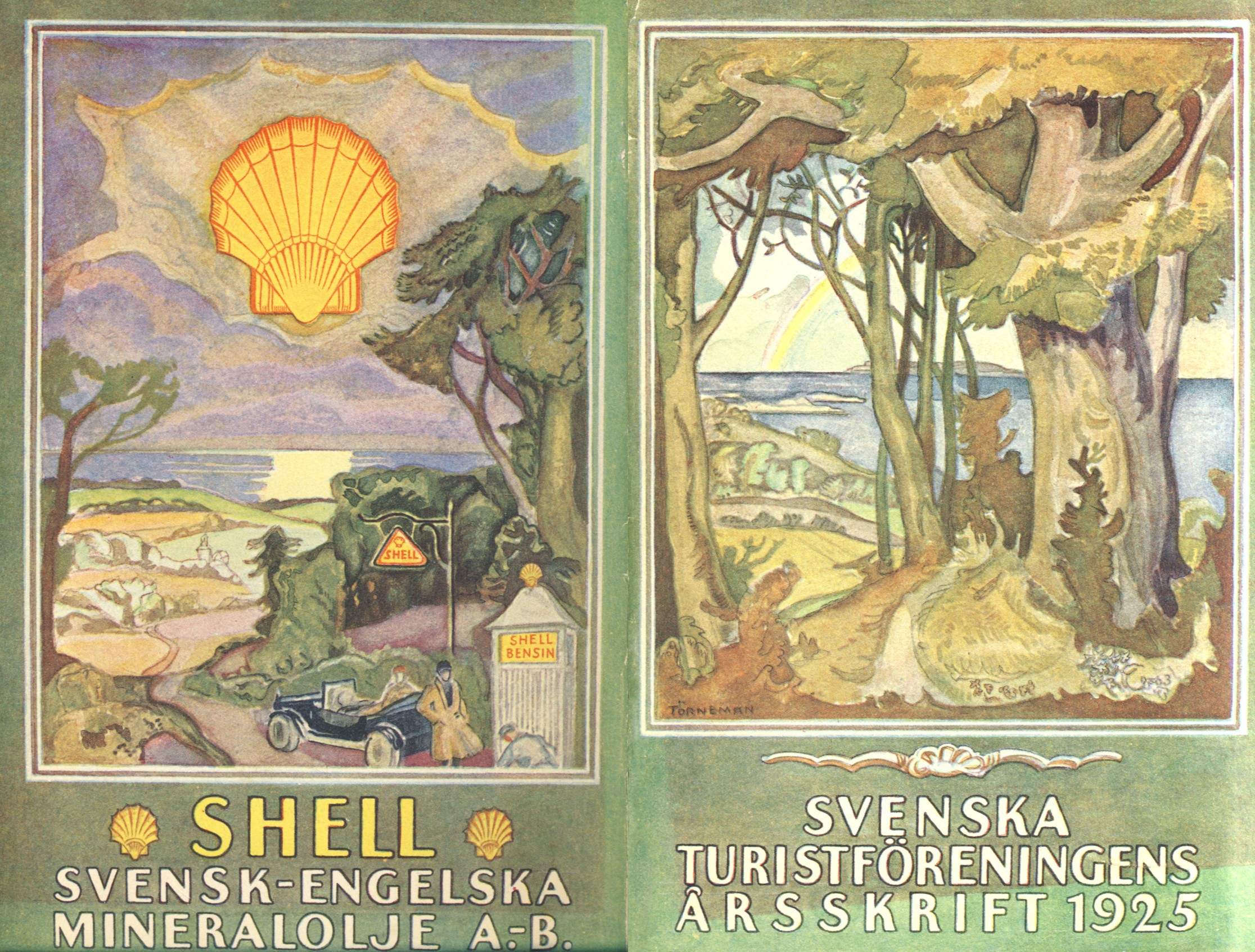
"Svenska Turistföreningens Årsskrift 1925" med Shell-reklam på baksidan
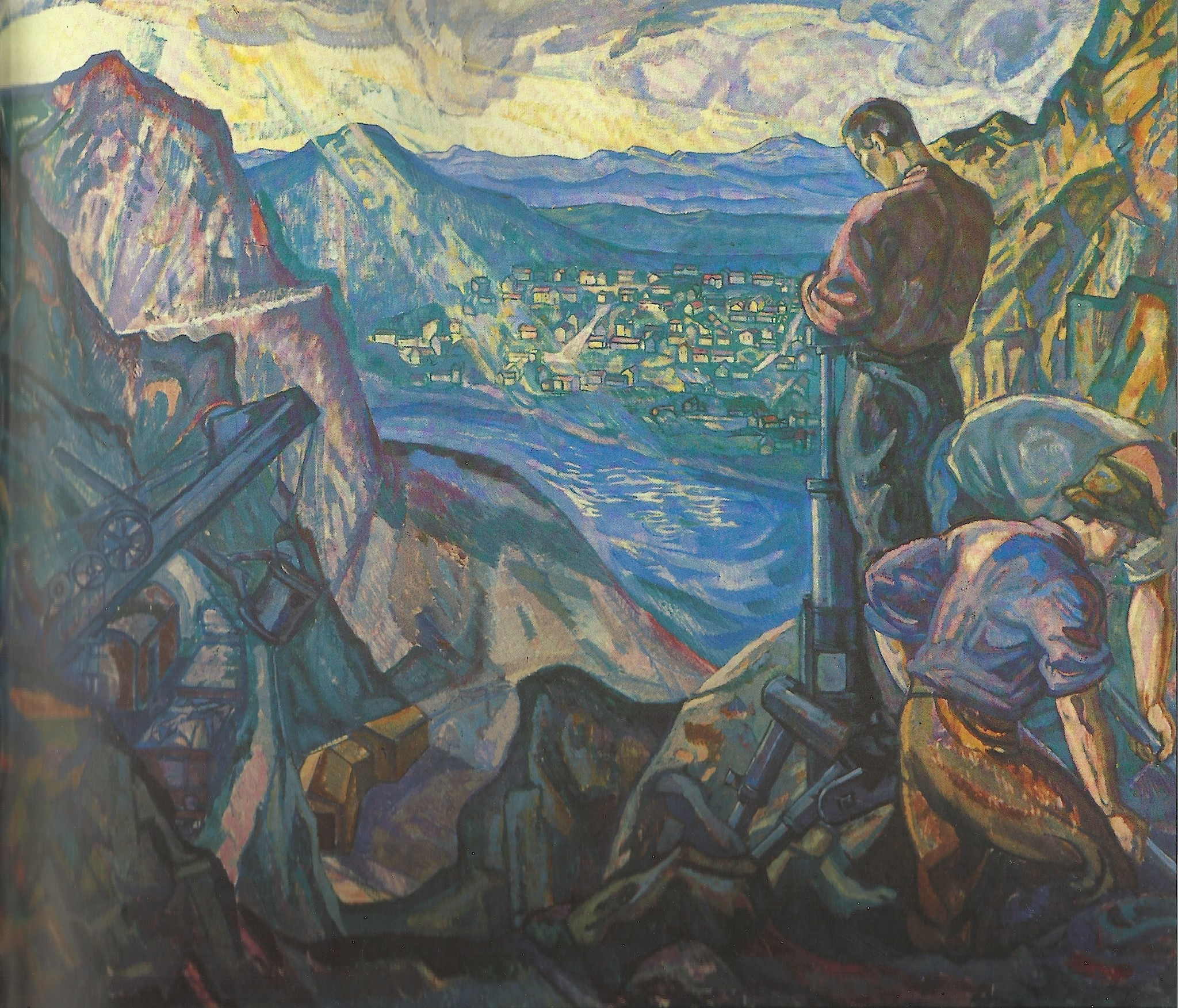
Verk i Kiruna gamla stadshus